# 西山 (苏州)
31°07′06″N 120°16′47″E / 31.1184°N 120.2798°E
西山全名为洞庭西山，古称包山，位于江苏省苏州市吴中区的太湖之中。面积达79.8平方公里，是中国最大的湖岛，现有中国内湖第一长桥——太湖大桥与西山之相连。岛上的缥缈峰海拔336.6米。
西山中石公山上的林屋洞为道家所称“十大洞天”中第九洞天的“林屋山洞”。